# NGC 87
NGC 87 је галаксија у сазвежђу Феникс која се налази на NGC листи објеката дубоког неба.
Деклинација објекта је - 48° 37' 44" а ректасцензија 0h 21m 14,2s. Привидна величина (магнитуда) објекта NGC 87 износи 14,1 а фотографска магнитуда 14,7. NGC 87 је још познат и под ознакама ESO 194-8, AM 0018-485, PGC 1357.